# Keiko Ichiguchi
Keiko Ichiguchi (市口桂子?, Ichiguchi Keiko; Osaka, 19 dicembre 1966) è una fumettista e scrittrice giapponese che vive e lavora a Bologna in Italia.

## Biografia
Fin da piccola dimostra una certa passione per i manga, soprattutto per quelli di Ryoko Takahashi (inediti in Italia) e per il mondo dello shōjo manga in generale.
La passione per il fumetto viene vissuta attivamente scrivendo e disegnando storie per diverse fanzine ai tempi del liceo (tra le altre cose Keiko si diverte ad ideare e disegnare storie di Holly e Benji).
Porta in giro i propri lavori per il Giappone alle diverse fiere amatoriali, raccogliendo dati di vendita incoraggianti: 1500 copie vendute in brevissimo tempo. È proprio in quel periodo che la giovane mangaka matura l'idea di far diventare la propria passione una professione. Per saggiare le proprie capacità decide nel 1988 di partecipare al prestigioso concorso indetto dalla casa editrice Shogakukan dove ottiene il premio come migliore autrice. Il suo talento viene riconosciuto dalla "sensei" Fuyumi Souryo (conosciuta in Italia per la saga dell'Italia rinascimentale di Cesare Borgia e per le serie edite dalla Star Comics di Mars ed ES), che era anche uno dei membri della giuria. Decide così di intraprendere la strada dei fumetti.
Con i soldi del premio riesce a pagarsi la fine degli studi universitari (si laurea in lingua italiana presso l'Università di Osaka per gli studi delle lingue straniere) e un viaggio in Italia dove conosce il regista Dario Argento, sul quale aveva basato la sua tesi di laurea, e frequenta il corso di italiano tenuto dal professor Giorgio Amitrano (al quale presterà la sua collezione di shojo), di cui diverrà grande amica.
Una volta mostrate le proprie capacità e decisa a percorrere la propria strada continuando a disegnare, Keiko Ichiguchi o per meglio dire Sakisaka Keiko (pseudonimo adottato a causa degli ostacoli posti in famiglia, che non vede di buon occhio il lavoro di mangaka) inizia a collaborare con la Shougakukan, per la quale realizzerà diverse storie dapprima edite sulla rivista Bessatsu Shōjo Comic e poi raccolte in volumetti monografici. Scriverà anche diversi "drama" per la radio e articoli per la rivista Palet (rivista per ragazze in cui teneva una rubrica sui viaggi). La collaborazione con la prestigiosa casa editrice termina nel 1994.
Stanca del Giappone, Keiko decide allora di rischiare e, seguendo il consiglio degli amici, parte per l'Italia. Forte del proprio corso di italiano, Keiko quindi sbarca a Bologna nel 1994.
L'impatto con la quotidianità italiana è di difficile assorbimento per l'allora ventottenne autrice, che si scoraggia: l'incontro con i Kappa boys però la aiuta a recuperare fiducia. Da quell'incontro fortunato prenderà il via una fruttuosa e duratura collaborazione: il primo lavoro è la realizzazione per Star Comics del volume Oltre la Porta realizzato in collaborazione con Andrea Baricordi, Massimiliano de Giovanni e Barbara Rossi, ossia gli stessi Kappa boys. Keiko riesce a ritagliarsi il proprio spazio all'interno del mercato italiano dei manga. Ben presto amplia i propri impegni non limitandosi solo a disegnare ma anche a tradurre i manga più importanti (ad esempio Berserk e Vagabond) e firmando articoli per la rivista Kappa Magazine.
Il legame con il proprio paese di origine comunque non si indebolisce e anzi si rafforza grazie alla collaborazione con la Hakusuisha, un piccolo ma prestigioso editore nipponico per il quale realizza un libro sui misteri di Firenze, Mistery Guide.

## Vita privata
È sposata con il fumettista italiano Andrea Venturi.

## Opere
Tra parentesi data di pubblicazione originale e dati dell'edizione italiana, se disponibili:
- Lucia, Shogakukan (1990)
- Otometachi no sanka, Shogakukan (1991)
- Me o aketa mamade,	Shogakukan (1991; Con gli occhi aperti, Kappa Edizioni, 2002)
- Oltre la porta, Star Comics (1995)
- 1945, Kōdansha (1997; Kappalab, 2014)
- America, Kōdansha (1997; Kappalab, 2013)
- La vista sul cortile, Kappa Edizioni (1999)
- Due², Kappa Edizioni (2000)
- Blue, Kappa Edizioni (2001)
- Perché i giapponesi hanno gli occhi a mandorla, Kappa Edizioni (2004)
- Keiko World#1, Kappa Edizioni (2004)
- Keiko World#2, Kappa Edizioni (2005)
- Keiko World#3, Kappa Edizioni (2006)
- Anche i giapponesi nel loro piccolo s'incazzano, Kappa Edizioni (2007)
- Inno alle ragazze, Kappa Edizioni (2007)
- Quando i giapponesi fanno ding Kappa Edizioni (2009)
- Dove sussurra il mare, Kappa Edizioni, 2010, ISBN 9788874712694
- Non ci sono più i giapponesi di una volta, Kappalab, 2013, ISBN 9788898002528
- Les Cerisiers fleurissent malgré tout (2013; La promessa dei ciliegi, Euromanga Edizioni, ISBN 9788865050149, 2014)
- Memorie di Iris, Hikari Edizioni, 2014, ISBN 9788899086107
- Mamma, questa è l'Italia!, Kappalab, (2019), ISBN 9788885457225